# مدرسه موهبت دختران
مدرسهٔ موهبت دختران نام یکی از مدارس قدیم شهر همدان است. این مدرسه در سال(۱۲۹۷٫ش/۱۳۳۶٫ق) توسط دولت در همدان تأسیس گردید. در این مدرسه که فقط دختران تحت تعلیم و آموزش بودند دروس فارسی، عربی، انگلیسی، تاریخ، حساب، جغرافیا و علم‌الاشیاء تدریس می‌شد. بعد از مدرسه آلیانس، این مدرسه از مدارس دخترانه همدان بود که تمام آموزگاران آن خانم بودند و تحت سرپرستی یک مدیره اداره می‌گردید و تعداد معلمه آن ۶ نفر بود. در سال۱۳۰۱٫ش به علت تغییر مدیره مدرسه یک بی‌نظمی و بلاتکلیفی برفضای مدرسه حاکم شد. جهت رفع این مشکل ابوالقاسم شیخ‌الاسلام همدانی با وزارتخانه معارف، اوقاف و صنایع مستظرفه مکاتبه نمود و خواهان مدیریت مدیره سابق شده و علت تغییر وی را جویا گردید. وزارتخانه مذکور علت تغییر مدیره را بی‌سوادی و عدم مدیریت او عنوان کرده و متذکر شد که با اعزام یک مدیره لایق و کاردان به زودی این معضل برطرف خواهد شد. تعداد دانش‌آموزان مدرسه فوق در سال۱۳۰۶٫ش بالغ بر ۱۶۷ نفر بود که ۵۶ نفر آن مجانی و ۱۱۱ نفر با پرداخت شهریه مشغول تحصیل بودند.